# Seiko Yamamoto
Seiko Yamamoto –en japonés: 山本聖子, Yamamoto Seiko– (Kanagawa, 22 de agosto de 1980) es una deportista japonesa que compitió en lucha libre. Ganó cuatro medallas de oro en el Campeonato Mundial de Lucha entre los años 1999 y 2003, y tres medallas en el Campeonato Asiático de Lucha entre los años 1997 y 2010.

## Palmarés internacional
| Campeonato Mundial  | Campeonato Mundial          | Campeonato Mundial | Campeonato Mundial |
| Año                 | Lugar                       | Medalla            | Categoría          |
| ------------------- | --------------------------- | ------------------ | ------------------ |
| 1999                | Ankara (Turquía)            | Medalla de oro     | 51 kg              |
| 2000                | Sofía (Bulgaria)            | Medalla de oro     | 56 kg              |
| 2001                | Sofía (Bulgaria)            | Medalla de oro     | 56 kg              |
| 2003                | Nueva York (Estados Unidos) | Medalla de oro     | 59 kg              |
| Campeonato Asiático |                             |                    |                    |
| Año                 | Lugar                       | Medalla            | Categoría          |
| 1997                | Taipéi (Taiwán)             | Medalla de oro     | 51 kg              |
| 2006                | Almaty (Kazajistán)         | Medalla de oro     | 59 kg              |
| 2010                | Nueva Delhi (India)         | Medalla de bronce  | 63 kg              |